# Nuno Pereira
Nuno Pereira (27 de noviembre de 2000) es un deportista de Portugal que compite en atletismo. Ganó una medalla de oro en el Campeonato Europeo de Atletismo Sub-20 de 2019, en la prueba de 1500 m.